# Поперечне (Бурятія)
Поперечне (рос. Поперечное) — село Єравнинського району, Бурятії Росії. Входить до складу Сільського поселення Егітуйське.
Населення — 383 особи (2015 рік).